# Hochzeitspark
Der Hochzeitspark Marzahn ist eine im Sommer 2007 eröffnete rund zwei Hektar große gestaltete Grünfläche im Berliner Ortsteil Marzahn des Bezirks Marzahn-Hellersdorf, der zweimal jährlich mit jungen Bäumchen besetzt wird. Der Park wurde in mehreren Bauabschnitten angelegt und vorläufig letztmalig 2016 bepflanzt. Zur weiteren Nutzung wäre dringend eine Flächenerweiterung nötig.

## Lage
Der Hochzeitspark befindet sich östlich des S-Bahnhofs Raoul-Wallenberg-Straße zwischen der Ludwig-Renn- und Raoul-Wallenberg-Straße mit dem Zugang zur Alfred-Döblin-Straße. Er verfügt seit dem Jahr 2013 zusätzlich über einen barrierefreien Treffpunkt mit Tischen und Bänken zum Feiern. Nordöstlich könnte er im Laufe der Zeit noch erweitert werden und dann auch den hier vorhandenen Rosengarten und weitere Wiesen um einen ehemaligen Weiher (seit einigen Jahren eine Regenüberlauffläche) einbeziehen. Der Park ist Teil des Hönower Wanderweges und dieser gehört wiederum zu dem vom Berliner Senat geförderten Projekt 20 grüne Hauptwege in und um Berlin.
In der Nachbarschaft liegen der Bürgergarten Marzahn, ein Sportplatz und der „Garten der Begegnung“. Die Flächen sind mit Fußwegen verbunden und werden „Strahlen des kleinen Sterns“ genannt.

## Geschichte
Nach dem Abriss zweier Plattenbau-Standardschulen aus DDR-Zeiten in den 1990er Jahren einschließlich eines früheren Schulgartens lag eine Fläche von rund 12.000 Quadratmetern längere Zeit brach. So entstand zur Aufwertung dieser Fläche und der Wohnumgebung ein völlig neuer Park als umfassendes Gemeinschaftsprojekt der Berliner Senatsverwaltung für Stadtentwicklung, des Bezirksamts Marzahn-Hellersdorf, der Lokalen Agenda 21, der Agrarbörse Deutschland Ost e. V, des Quartiersmanagements Mehrower Allee, der Anwohner und von Gewerbetreibenden. Ein neues Wegesystem unter Einbeziehung vorhandener Bäume entlang den umgebenden Straßen wurde angelegt und eine Auswahl geeigneter Gewächse getroffen. Am 3. November 2007 eröffneten alle Beteiligten die Grünanlage mit dem öffentlichen Pflanzen der ersten neuen 49 Bäume. Im Jahr 2010 kamen weitere 32 Bäumchen hinzu.
Zeitgleich mit der Parkeinweihung ließ das Bezirksamt vor Ort einen künstlerisch gestalteten öffentlich zugängigen metallenen Pavillon („Der gedeckte Tisch“) errichten, in dem sich eine lange hölzerne Tafel und beidseitig Holzbänke befinden.
Alle Entwürfe für den Park samt der Pergola stammen von der Landschaftsarchitektin Gabriele Wilheim-Stemberger, Mitarbeiterin im Natur- und Umweltamt des Bezirksamts Marzahn-Hellersdorf. Die Architektin hat bereits andere Plätze in Berlin wie den Alice-Herz-Platz und den Regine-Hildebrandt-Park erfolgreich gestaltet.
Am 26. April 2014 setzte das Bezirksamt beim Frühlingspflanzfest weitere Schwedische Mehlbeeren und  Zierapfelbäume. Damit wies der Hochzeitspark zu diesem Zeitpunkt 198 Bäume auf. Sie sind symmetrisch beidseitig dreier Hauptwege gepflanzt.
Der Zugang zum Park wurde im Jahr 2015 durch Umbaumaßnahmen weiter verbessert, die Arbeiten konnten aus dem Programm Soziale Stadt finanziert werden.

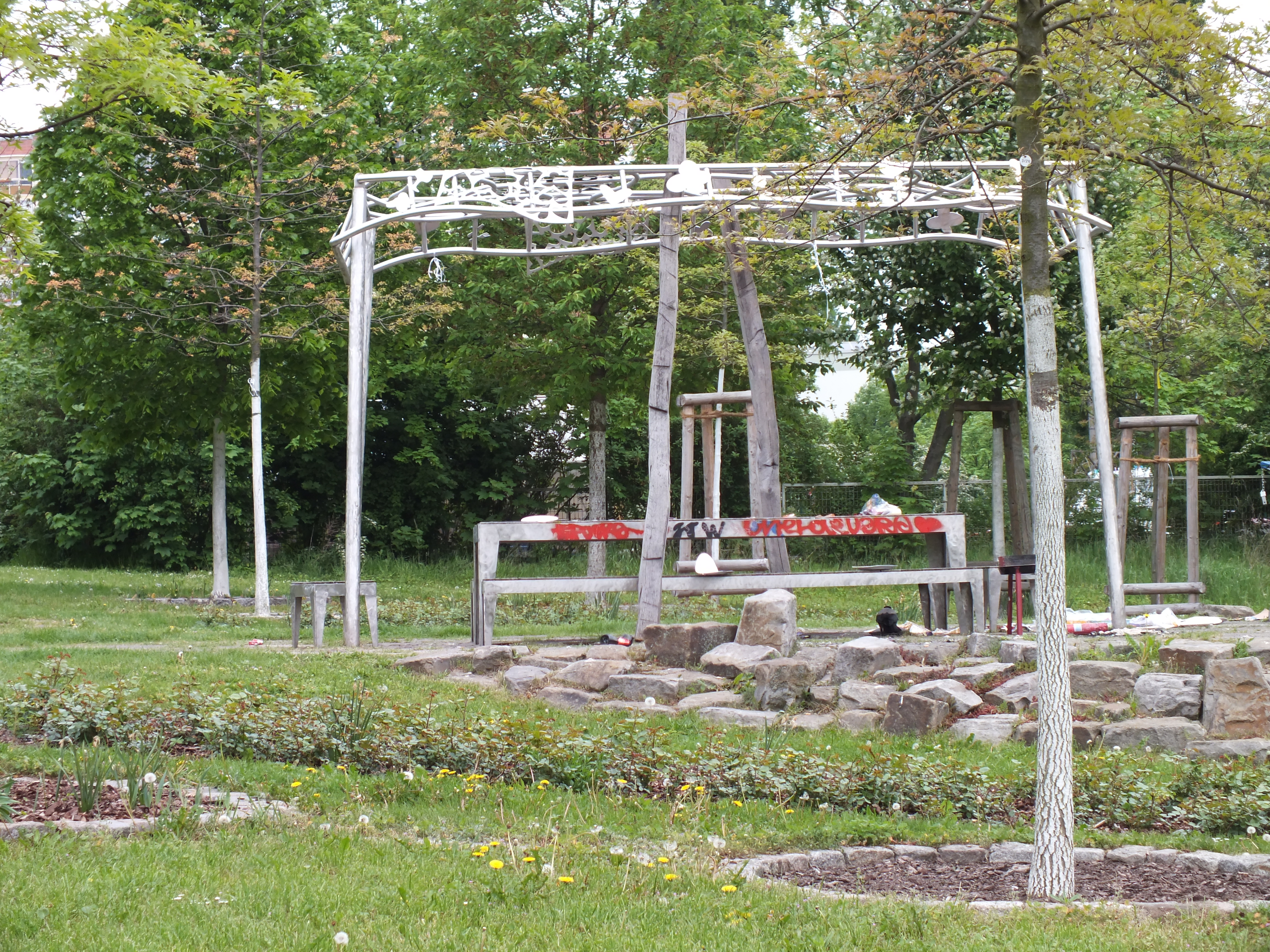
Pavillon „Gedeckter Tisch“ inmitten des Parks

Im Frühjahr 2016 wurden letztmals junge Bäume neu gepflanzt. Ein Pflanzstopp wurde für erforderlich gehalten, um die Bäume nicht zu dicht zu setzen. Ohne nochmalige Erweiterung wird es keine Neupflanzungen mehr geben.

## Nutzung
Zu besonderen Anlässen wie Geburt, Hochzeit, Taufe, Schulabschluss oder Firmenjubiläum konnte jeder Interessent aus einer vorgegebenen Liste von 16 verschiedenen Baumarten einen Baum aussuchen. Die Bäume – darunter Eichen, Kirschen, Linden, aber auch Ebereschen, Ahorn, Ulmen, Apfel, Birne, schwedische Mehlbeeren – mussten den Standortbedingungen und dem Klima entsprechen und sollten auch zusammen harmonieren. Die ausgewählten Bäume wurden zweimal im Jahr, immer am ersten Sonnabend im November und am letzten Sonnabend im April, im Rahmen eines öffentlichen Pflanzfestes in die Erde gebracht. Das Pflanzen eines Baumes kostete zwischen 75 und 100 Euro. Der Baumpate erhielt eine „Baumurkunde“ mit Lageplan im Park und Baumnummer. Interessenten konnten sich in Bürgerämtern und anderen kommunalen Einrichtungen eine Infomappe besorgen oder sich über die eigens eingerichtete Homepage informieren und anmelden. Pavillon und Tisch inmitten des Parks stehen Anwohnern auch für Freizeitaktivitäten zur Verfügung. Das Bezirksumweltamt übernimmt die regelmäßige Pflege der Bäume und des Parks. Der Park ist eine offene Erholungsanlage, in dem beispielsweise auch bereits Drachenfeste stattfanden.

## Beschreibung
Die folgende Übersicht zeigt das kontinuierliche Wachsen des Hochzeitsparks. Die Zahlen in Klammern sind aus verschiedenen Informationen hochgerechnet und nicht amtlich gesichert.
| Jahr            | Zuwachs *) (Frühjahr/Herbst) | Baumart                          | Bestand zum Jahresende | Bemerkungen | Bild vom Pflanzfest |
| --------------- | ---------------------------- | -------------------------------- | ---------------------- | --- | ------------------- |
| 2007            | 0049                         |                                  | 0 37                   | Erstes Pflanzfest im November 2007 |                     |
| 2008            | 18/21                        |                                  | 0(76)                  | |                     |
| 2009            | 13/00                        |                                  | 0(89)                  | erste Flächenerweiterung |                     |
| 2010            | 000/(20)                     |                                  | 109                    | |                     |
| 2011            | 10/00                        |                                  | 130                    | |                     |
| 2012            | 12/00                        |                                  | (142)                  | zweite Flächenerweiterung mit Bezirksmitteln (rund 250.000 €) |                     |
| 2013            | 00/13                        | Mehlbeeren, Zieräpfel, Weißdorne | 182                    | dritte Flächenerweiterung (zusätzlich 6.800 Quadratmeter gestaltete Fläche) Neben weiteren Baum- und Strauchpflanzungen wurde ein barrierefreier Treffpunkt mit Tischen und Sitzgelegenheiten eingerichtet. |                     |
| 2014            | 13/00                        | Mehlbeeren, Zieräpfel            | (198)                  | |                     |
| 2015, 30. April |                              |                                  | mehr als 200           | Flächenerweiterung nötig, vorerst keine Neupflanzungen |                     |